# Titularerzbistum Apamea in Syria dei Greco-Melkiti
Apamea in Syria dei Greco-Melkiti (lateinisch Apamena in Syria Graecorum Melkitarum, ital.: Apamea di Siria dei Greco-Melkiti) ist ein Titularerzbistum der katholischen Kirche, das vom Papst an Titularerzbischöfe der mit Rom unierten Melkitischen Griechisch-Katholischen Kirche vergeben wird. 
Es geht zurück auf einen untergegangenen Bischofssitz in der Stadt Apameia in der römischen Provinz Syria Coele bzw. in der Spätantike Syria salutaris in Zentralsyrien.
| Titularerzbischöfe von Apamea in Syria dei Greco-Melkiti |                   |                                                                 |                   |                   |
| Nr.                                                      | Name              | Amt                                                             | von               | bis               |
| 1                                                        | Jean Mansour SMSP | Weihbischof im Melkitischen Patriarchat von Antiochien (Syrien) | 19. August 1980   | 17. November 2006 |
| 2                                                        | Joseph Khawam BA  | Apostolischer Exarch in Venezuela                               | 20. Dezember 2019 |                   |